# Giacomo Pacchiarotti
Giacomo Pacchiarotti, anche conosciuto come Pacchiarotto (Siena, 1474 – 1539 o 1540), è stato un pittore italiano.

## Biografia
Nacque e lavorò a Siena. Probabilmente discepolo di Bernardino Fungai, lo stile di Pacchiarotti fu influenzato dallo stesso Fungai, da Matteo di Giovanni, dal Perugino e dal Signorelli.
Numerosi suoi dipinti sono a Siena.
È documentata la sua partecipazione attiva nella resistenza senese contro Firenze.
Una delle sue opere più importanti è una tempera rappresentante la Madonna ed il Bambino con i Santi, ospitata oggi nella Chiesa dei Santi Margherita e Matteo a Ortignano Raggiolo, in provincia di Arezzo.
Gli sono attribuite anche alcune opere presenti al Walters Art Museum di Baltimora: una Crocifissione e un gruppo di tre pannelli aventi come soggetti L'ultima comunione di San Girolamo, L'uomo dei dolori, La morte di San Girolamo. Tutte queste opere erano in precedenza assegnate invece a Melozzo da Forlì.